# イオンモール伊丹

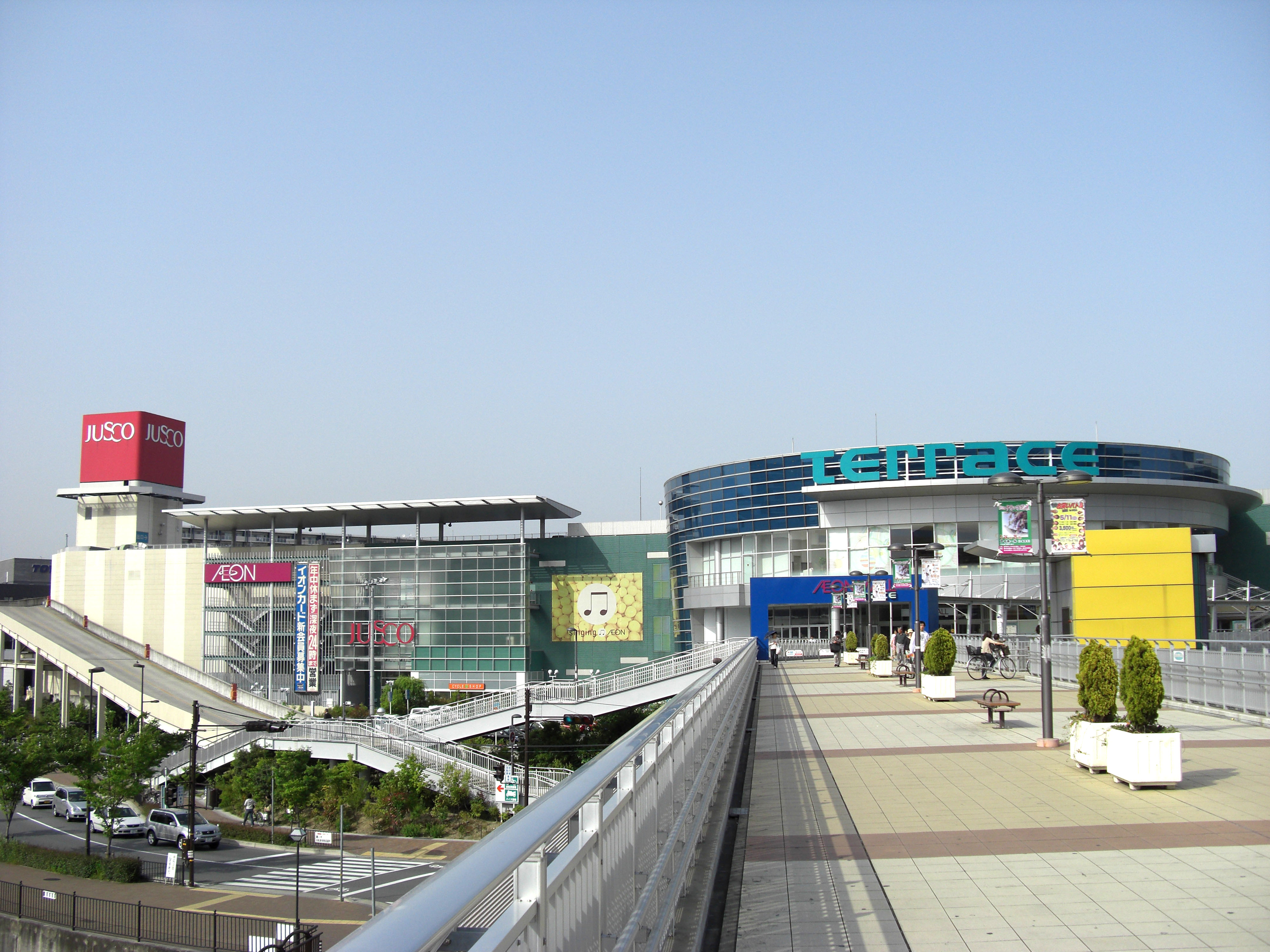
イオンモール伊丹テラス時代の外観（2008年）

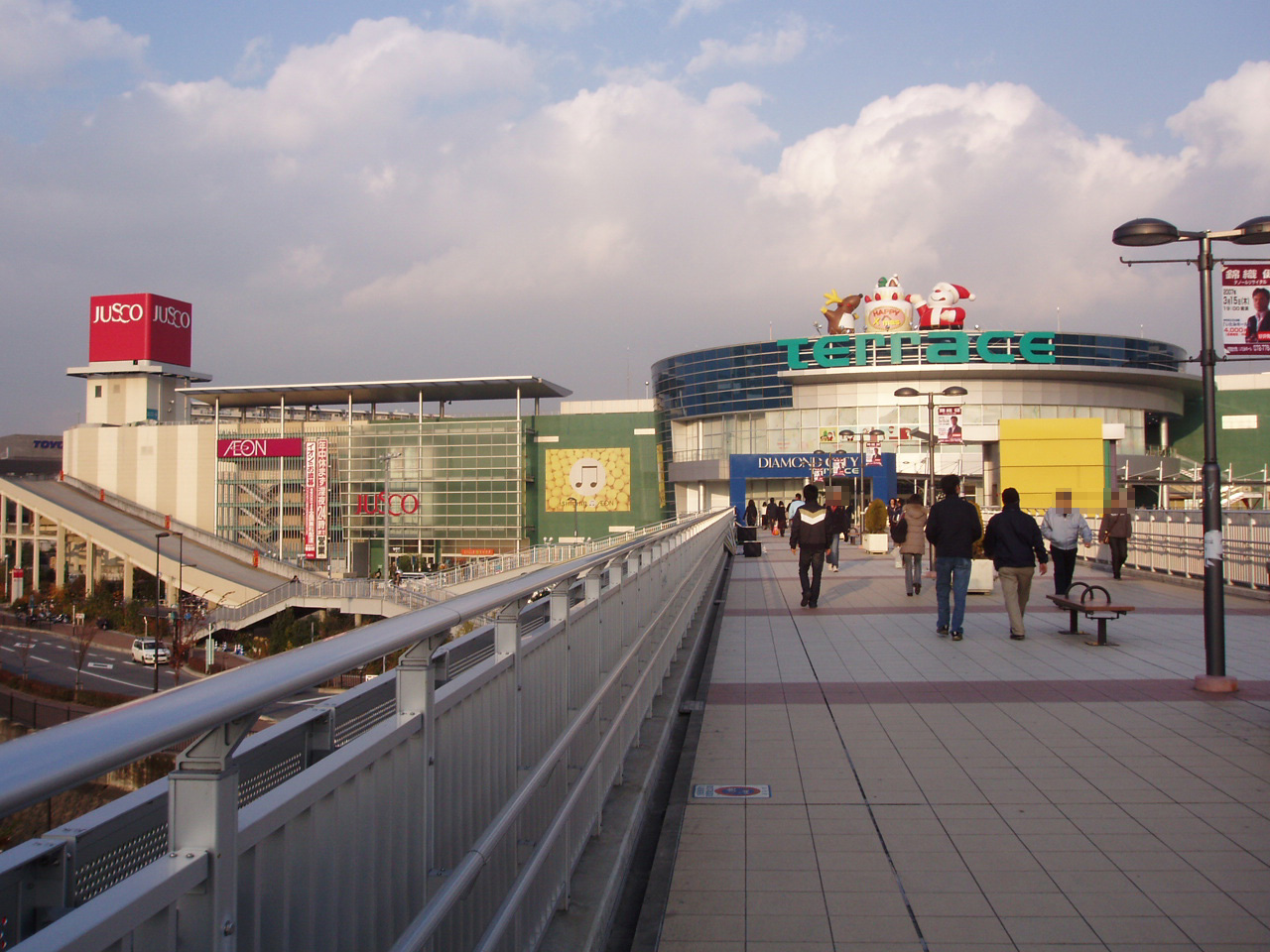
ダイヤモンドシティ・テラス時代の外観（2006年）

イオンモール伊丹（イオンモールいたみ）は、兵庫県伊丹市にあるモール型ショッピングセンターである。

## 概要
「（2代目）ジャスコ伊丹店」を核店舗「ダイヤモンドシティテラス」として2002年（平成14年）10月10日に開業した。
（正式開業前の同月1日から9日までの9日間ソフトオープンを行っている。）
地上5階地下1階建ての建物内に高い天井のある広い通路がある開放的な空間となっており、開業時の売り場面積約52,000m2であった。
トイザらスや無印良品、FLAXUSの大型店を中心に143店が出店していた。
伊丹駅 (JR西日本)の北東にあり、荒木村重の居城として知られた駅の西側にある有岡城本丸跡からJR宝塚線を跨ぐ歩道橋（ペデストリアンデッキ）と接続していることから、その歩道橋を通じて駅や駅の西側の地区と結ばれている。
2006年（平成18年）春にはジャスコ部分のリニューアルと、専門店ゾーン1階の店舗の入替が行われた。
2008年（平成20年）11月26日に開業した「阪急西宮ガーデンズ」との競合で強い打撃を受けることが想定されていたため、同年8月から全体の7割にもおよぶ大幅なテナントの入れ替えを行って同年11月20日に新装開業している。
（一部テナントは新装開業に間に合わず、12月になってから開店している。）
当店の塔屋は、伊丹市には景観条例の類はないが、京都市内などの店舗で見られる白い下地にマゼンタの「AEON」ロゴが付いたものとなっている（ジャスコ時代は通常のマゼンタの看板だった）。なお、猪名川の対岸には大阪国際空港（伊丹空港）が所在する。

### 開業までの経緯と名称の変遷
東洋ゴム工業伊丹工場の跡地にイオングループのダイヤモンドシティが東洋ゴム工業グループのアイシティと共同で「（仮称）ダイヤモンドシティ伊丹ショッピングセンター」として計画を立案したのが始まりである。
2000年（平成12年）5月に計画の概要がまとまり、2001年（平成12年）11月12日に「（仮称）ダイヤモンドシティ伊丹テラス」として起工式を行って着工しており、開業時の「ダイヤモンドシティ伊丹テラス」がこの時点で既に用いられていた。
その後、当施設は2007年（平成19年）8月21日にイオンモールがダイヤモンドシティと合併したことに伴って運営母体がイオンモールとなり、「イオンモール伊丹テラス」と改称された。
2011年（平成23年）から進められたイオンの大型ショッピングセンターの名称の「イオンモール」への統一に伴い、同年11月21日に「イオンモール伊丹」に再改称した。
なお、核店舗の「（2代目）ジャスコ伊丹店」は、2011年（平成23年）3月1日にイオングループの総合スーパーをイオンに店名統一することに伴って「イオン伊丹店」に改称した。

### （初代）ジャスコ伊丹店
阪急伊丹駅前の伊丹市伊丹町にあった1971年（昭和46年）4月1日に開店した店舗で、1995年（平成7年）1月17日に発生した阪神・淡路大震災による店舗の損壊が最もひどい店舗で営業再開に至らず閉店し、入居していたビルも解体された。

## 競合状況
当店の開業前から、JR伊丹駅西口に「関西スーパーマーケットアリオ店」、近くの阪急伊丹駅の駅ビル1階に「いかりスーパーマーケット阪急伊丹店」があり、駅に隣接する「伊丹ショッピングデパート」の1階に「関西スーパーマーケット駅前店」、さらに阪急伊丹駅から徒歩5分ほど歩いた場所に「関西スーパーマーケット伊丹中央店」と「エース伊丹店」が商店街を挟んで出店しているスーパーマーケットの激戦地となっている。
しかし、当施設はこうした競合にもかかわらず、開業から翌年2003年（平成15年）8月20日までに予想の来場者数1000万人で年間売上高300億円を大幅に上回る来場数1650万人で売上高325億円を記録するなど好調な滑り出しとなった。
この当施設の好調さなども影響して、運営会社の「ダイヤモンドシティ」の2003年（平成15年）2月期単体決算はショッピングセンターの不動産賃貸収益が20.5%増加した影響などで営業収益が14.5%増加すると共に、経常利益も42.2%増加という大幅な増収増益となった。
その一方で、当施設の開業により周辺地域の競争が激化したことの影響を受けた地元の伊丹市に本社を置く「関西スーパーマーケット」は、2003年（平成15年）9月中間期の単体決算は前年同期比で既存店の客数が1.5%減少して売上高は4.1%減少し、経常利益と当期純利益が50%以上減少することになった。
2008年（平成20年）11月26日に開業した「阪急西宮ガーデンズ」との競合で強い打撃を受けることが想定されていたため、同年8月から全体の7割にもおよぶ大幅なテナントの入れ替えを行って同年11月20日に新装開業して対応している。
また、伊丹市内に2011年（平成23年）3月25日に「イオン伊丹昆陽ショッピングセンター（現・イオンモール伊丹昆陽）」が開業しており、イオングループ内での自社競合も生じているが、商圏の棲み分けがされており、客層が違う。

## 主なテナント
出店店舗全店の一覧・詳細情報は公式サイト「ショップガイド」を、営業時間およびATMを設置する金融機関の詳細は公式サイト「営業時間・サービス案内」を参照。

### 核店舗
- イオンスタイル伊丹
  - （2代目）ジャスコ伊丹店が[3]2011年（平成23年）3月1日にジャスコの店名をイオンに統一する企業方針により変更される[18]。また、2015年（平成27年）3月20日の全館リニューアルオープンに伴って、イオンスタイルストア業態に変更[要出典]。

### 専門店
- トイザらス[2]
- 無印良品[13]
- FLAXUS[13]

#### TOHOシネマズ伊丹
TOHOシネマズ伊丹（とうほうシネマズいたみ）は、イオンモール伊丹の4階に出店しているシネマコンプレックス。2007年9月24日までは「伊丹TOHOプレックス」という名称であった。
かつて市内には、阪急伊丹駅近くに『伊丹ローズ・グリーン劇場』と称する小規模な映画館があったが、当館の開業を前に閉鎖されており、結果として当館が伊丹市内で唯一の映画館となっている。
全スクリーンでデジタル上映に、一部のスクリーンで3D作品の上映に対応している。
- 2002年（平成14年）10月10日 - 『伊丹TOHOプレックス』（東宝経営／関西共栄興行運営）として開館。
- 2006年（平成18年）10月1日 - 経営を東宝からTOHOシネマズへ移管。
- 2007年（平成19年）9月25日 - 『TOHOシネマズ伊丹』に改称。
- 2008年（平成20年）3月1日 - 運営を関西共栄興行からTOHOシネマズへ移管。

| スクリーン | 座席数 | 車いす席 | 音響設備                            |
| ---------- | ------ | -------- | ----------------------------------- |
| 1          | 394    | 2        | DS / SRD-EX / SRD / SR / DTS / SDDS |
| 2          | 181    | 2        | DS / SRD-EX / SRD / SR              |
| 3          | 225    | 2        | DS / SRD-EX / SRD / SR              |
| 4          | 323    | 2        | DS / SRD-EX / SRD / SR / DTS        |
| 5          | 298    | 2        | DS / SRD-EX / SRD / SR / DTS        |
| 6          | 130    | 2        | DS / SRD-EX / SRD / SR              |
| 7          | 151    | 2        | DS / SRD-EX / SRD / SR              |
| 8          | 151    | 2        | DS / SRD-EX / SRD / SR              |
| 合計       | 1853   | 16       |                                     |

## 交通アクセス
- 伊丹駅 (JR西日本) - 中央口からペデストリアンデッキ直結、徒歩1分。
- 伊丹駅 (阪急) - 徒歩15分もしくはJR伊丹までバス。
- 路線バスについては「伊丹駅 (JR西日本)#バス路線」を参照。